# Notamacropus irma
Notamacropus irma (квура) — вид сумчастих тварин з родини Кенгурових. 

## Середовище проживання
Ендемік Австралії, де мешкає у штаті Західна Австралія. Знаходиться у відкритому рідколіссі, малі-скребах, пустищах, відкриті рівнини і низькорослі чагарники. Вид уникає пасовища і ліси з густим підліском. 

## Морфологія
Морфометрія. Голова і тіло довжиною 1200 мм, хвіст довжиною 540-970 (720) мм, вага 7,0-9,0 (8,0) кг.
Опис. Забарвлення від блідо до середньо сірого з різкою білою лицевою смугою, чорні зовні й білі всередині вуха, чорні руки і ноги. Довгий хвіст з гребенем чорного волосся, кількість якого зростає до кінця. Рухається швидко з низько опущеною головою і витягнутим хвостом.

## Стиль життя
Сутінковий і нічний вид. Найбільша активність рано вранці і пізно ввечері. Лежить в гарячій частині дня поодинці або парами, в тіні кущів або в невеликих заростях. Здається, в змозі обійтися без вільної води. Травоїдний, три найпоширеніших рослини його спожитку, це Carpobrotus edulis, Cynodon dactylon, Nuytsia floribunda. 

## Відтворення
Сезон розмноження не був визначений точно, але діти народжуються у квітні-травні, а показуються із сумки в жовтні або листопаді.